# آدم ريكت
آدم بيتر ريكت (بالإنجليزية: Adam Rickitt)‏؛ (مواليد 29 مايو 1978) هو ممثل، ومغني، وعارض وجامع للتبرعات الخيرية بريطاني. يشتهر بلعبه دور نيك تيلزلي في المسلسل التلفزيوني شارع كورونيشن من الفترة 1997 حتى 1999 ومجددًا من سنة 2002 إلى 2004. الآن هو عضو في فرقة البوب فيفث ستوري.

## نشأته
ولد ريكت في كرو، ليكون الأصغر بين إخوانه الأربعة. والده هو شريك في ملكية وكالة عقارية. درس ريكت في مدرسة سيدبيرغ، وهي مدرسة داخلية في كمبريا.
صرح ريكت علنًا حول معاناته من  النهام في سنوات مراهقته، وحول معاناة الذكور لحد كبير من الإهمال.

## المسيرة المهنيّة

### النمذجة
قبل مهنة التمثيل، كان ريكت عارض طفل لفترة وجيزة. لاحقًا أدى عروضًا لعدة مجلات بريطانية مثل أتيتيود وكوزمابولتين.

## العمل الخيري
يعمل ريكت بجمعية الرفق بالحيوان كمدير للإستئناف بالعاصمة.
ترك ريكت عمله سنة 2013 ليبدأ العمل مع الجمعية الخيرية للسرطان «مساعدة هاري مساعدة الأخرين»، ورئيس تنفيذي لمؤسسة الصحة العقلية، العناية بشراكة.

## حادث سرقة
في 21 سبتمبر 2007، أعتقل ريكت وأتهم بالسطو على متجر وسرقة قطعة من الجبن، وقارورة صلصلة وجرّة من حبوب البن من سوبر ماركت أوكلاند. خلال مقابلة مع نيوزيلاند هيرالد ادعى أن ذلك كان خطًأ بريئًا رغم أنه لاحقًا ادعى أنه كان ثملاً وقت الحادثة.

## روابط خارجية
- آدم ريكت على موقع IMDb (الإنجليزية)
- آدم ريكت على موقع ميوزك برينز (الإنجليزية)
- آدم ريكت على موقع إن إن دي بي (الإنجليزية)
- آدم ريكت على موقع ديسكوغز (الإنجليزية)
- آدم ريكت على موقع قاعدة بيانات الفيلم (الإنجليزية)